# Принцеса Аура
Принцеса Аура (англ. Princess Aura) — вигаданий персонаж коміксів і кіносеріалів про Флеша Гордона. Вона егоїстична дочка Міна Безжального, злого правителя планети Монго та Імператора Всесвіту. Вперше з'явившись в оригінальному коміксі 1934 року «Флеш Гордон», Аура одразу закохується у Флеша Гордона, але зрештою не може відбити його в Дейл Арден. У різних адаптаціях її характер варіюється від лиходійського до співчутливого, часто кидає виклик своєму батькові.
У багатьох адаптаціях «Флеша Гордона» в кіно та на телебаченні Ауру зображували різні актриси, включаючи Прісциллу Лоусон у багатосерійному фільмі 1936 року, Ширлі Дін у багатосерійному фільмі 1940 року «Флеш Гордон завойовує Всесвіт», Орнеллу Муті в адаптованому повнометражному фільмі 1980 року та Анну Ван Гофт в телесеріалі 2007 року.

## Огляд персонажа
Аура є дочкою лиходія серії, Міна Безжального, але рятує Флеша Гордона від страти своїм батьком. Незабаром вона розуміє, що її кохання до Флеша нерозділене, і пізніше закохується в принца Баріна, законного спадкоємця престолу Монго. Зрештою її та Баріна висилають у лісовий світ Арборії.
У рекламному матеріалі коміксу 1934 року «Флеш Гордон» персонаж описувався так:
Красива, але безжальна! Аура, екзотична принцеса дивної нової планети! Вона ніколи не бачила людей з нашої Землі, доки Флеш Гордон не розбився на гігантській ракеті-літаку у дивному новому світі, де вона жила. Тепер вона твердо вирішила завоювати кохання Флеша!
У першій серії коміксів «На планеті Монго» (1934) Аура стає свідком перемоги Флеша на гладіаторській арені та негайно рятує його від страти своїм батьком, допомагаючи йому втекти. Хоча Мін пояснює Дейл Арден, що його піддані на Монго «не мають людських рис доброти, милосердя чи жалю» і є «холодно науковими та безжальними», Аура стверджує, що любить Флеша та відмовляється сказати Міну, де вона його сховала.

## Поява

### Комікси
Принцеса Аура вперше з'являється в четвертій частині серії коміксів про Флеша Гордона 1934 року «На планеті Монго». На Монго злий Імператор Всесвіту шокований, коли Флеш перемагає його людомавп на гладіаторській арені, і засуджує Флеша до смерті. Дочка Імператора, принцеса Аура, негайно заявляє: «Зупинись! Зупинись, я кажу! Якщо ви вб'єте цього чоловіка, ви повинні вбити і мене!», а потім допомагає Флешу втекти. Вона замикає його в космічному кораблі проти його волі, сподіваючись тримати його там доти, доки її батько силоміць не одружиться з Дейл, і Аура зможе забрати Флеша собі. Згодом Аура відмовляється сказати Імператору, де знаходиться Флеш, наполягаючи на тому, що кохає його. Пізніше Аура допомагає Флешу втекти від людоакул, але вибиває його з колії, щоб він не зміг перешкодити людоакулам повернути Дейл до Міна.
Зрештою Аура виявляє, що не може відбити Флеша від Дейл, а потім закохується в Баріна та виходить за нього заміж.

### Фільми
1936 року у серіалі «Флеш Гордон» Ауру зіграла Прісцилла Лоусон. 1940 року у третьому серіалі про Флеша Гордона «Флеш Гордон завойовує Всесвіт» цю роль зіграла Ширлі Дін.
У фільмі 1980 року «Флеш Гордон», продюсером якого став Діно Де Лаурентіс, Ауру зобразила Орнелла Муті. Її описали як спокусливий та інтриганський. Муті сказала про персонажку так: «Аура спокутує себе. Вона плаче і визнає свої помилки — дуже „людяна“ жінка, крім того, що вона неймовірно чуттєва». У фільмі Аура рятує Флеша від смерті за допомогою одного зі своїх коханців, королівського лікаря, який оживляє Флеша після того, як Мін намагається стратити його в газовій камері. Вона витримує тортури, щоб не розкрити місцезнаходження Флеша, але зрештою зламалася. Розлючена через те, що Мін дозволив її катувати, Аура обертається проти нього та допомагає Флешу та його друзям перемогти його.

### Телебачення
К мультсеріалі Filmation 1979 року принцесу Ауру озвучила Меленді Брітт. Будучи дочкою Міна, вона спочатку допомагає своєму батькові в боротьбі з Флешем та його союзниками, але пізніше обертається проти нього та приєднується до повстанських сил Монго. Аура також має під своїм командуванням елітну гвардію жінок-воїнів, відомих як жінки-відьми. Спочатку Аура ображається на Дейл Арден і відкидає прихильність принца Баріна, але в ході серіалу стане подругою першої і коханою другого. Отже, її потяг до Флеша применшується і не повертається на поверхню після того, як вона залишила свого батька.
У мультсеріалі 1996 року про «Флеш Гордон» Аура — симпатичний персонаж, який часто кидає виклик своєму батькові через її потяг до Флеша або заради матері. У цій версії Аура має зелену шкіру, але в іншому вона абсолютно людина, хоча її батько Мін — рептилія. У проєкті її озвучує Трейсі Гойт.
Анна Ван Гофт зіграла роль Аури в телесеріалі «Флеш Гордон» 2007 року. Вона знову зображена як симпатичний персонаж. На відміну від коміксу, у неї є брат і жива мати. Вона марно шукає схвалення батька, але Мін, як і більшість інших персонажів серіалу, ставиться до неї з сумішшю жалю та презирства. Вона також закохана у Флеша і суперничає з Дейл, яка дивиться на неї зверхньо, як на «королівське дитя».